# Rhinolophus arcuatus
Rhinolophus arcuatus — вид рукокрилих родини Підковикові (Rhinolophidae).

## Поширення
Країни проживання: Індонезія (Іріан-Джая, Малі Зондські о-ви, Малуку, Сулавесі, Суматра), Малайзія (Саравак), Папуа Нова Гвінея, Філіппіни. Записаний на висоті від 0 до 1600 м над рівнем моря. Живе на землях сільськогосподарського призначення, вторинних лісах і незайманих лісах. Лаштує сідала у вапнякових печерах невеликими колоніями. Харчується комахами.

## Загрози та охорона
Немає серйозних загроз, хоча в частинах ареалу на вид впливає втрата лісу і порушення печер через видобуток гуано і полювання. Цей поширений вид імовірно присутній у деяких охоронних територіях.